# Maxim (zespół muzyczny)
Maxim – polski zespół muzyczny wykonujący muzykę disco polo założony w lipcu 1991 roku.
Pierwszym przebojem zespołu Maxim był utwór pt. „Kochaj tak gorąco” z roku 1991, przy udziale realizatora wytwórni Blue Star Witolda „Mixa” Walińskiego. Kolejnymi przebojami było „Obce Miasto” i „Biała Mewa” (słowa napisał zespół Maxim). 
W przeciągu siedmiu lat pracy zespół wydał sześć kaset, uczestniczył w koncertach i festiwalach muzycznych (m.in. w katowickim Spodku, Hali Ludowej we Wrocławiu, amfiteatrach w Kołobrzegu, Świnoujściu, Międzyzdrojach), a na I Ogólnopolskim Festiwalu Muzyki Disco Polo Koszalin 1996 otrzymał wyróżnienie jako finalista. 
W 1998 roku zespół Maxim zawiesił działalność. Powrócił w 2011 roku.

## Dyskografia
- Kochaj tak gorąco (1992)[3]
- Obce Miasto (1992)[4]
- Biała mewa (1992)[5]
- Driver (1993)[6]
- Daj mi (1994)[7]
- Mewy (1996)[8]
- The Best Of (1997)

## Członkowie
- Mariusz Mrówka (założyciel) – śpiew, gitara (1991-1998, od 2011)
- Dariusz Migda (założyciel) – instrumenty klawiszowe, śpiew (1991-1998, od 2011)
- Sławek Krykwiński – instrumenty klawiszowe (od 2011)
- Jacek Kłąb (założyciel) – instrumenty klawiszowe, (1991-1996, w latach 1992-1993 grał na perkusji)
- Krzysztof Pikura (założyciel) – impresario, kierownik zespołu (1991-1993, wcześniej był kierownikiem zespołu Fanatic, później w zespole B.F.C)